# Fairbanks-Morse 38D8-1/8

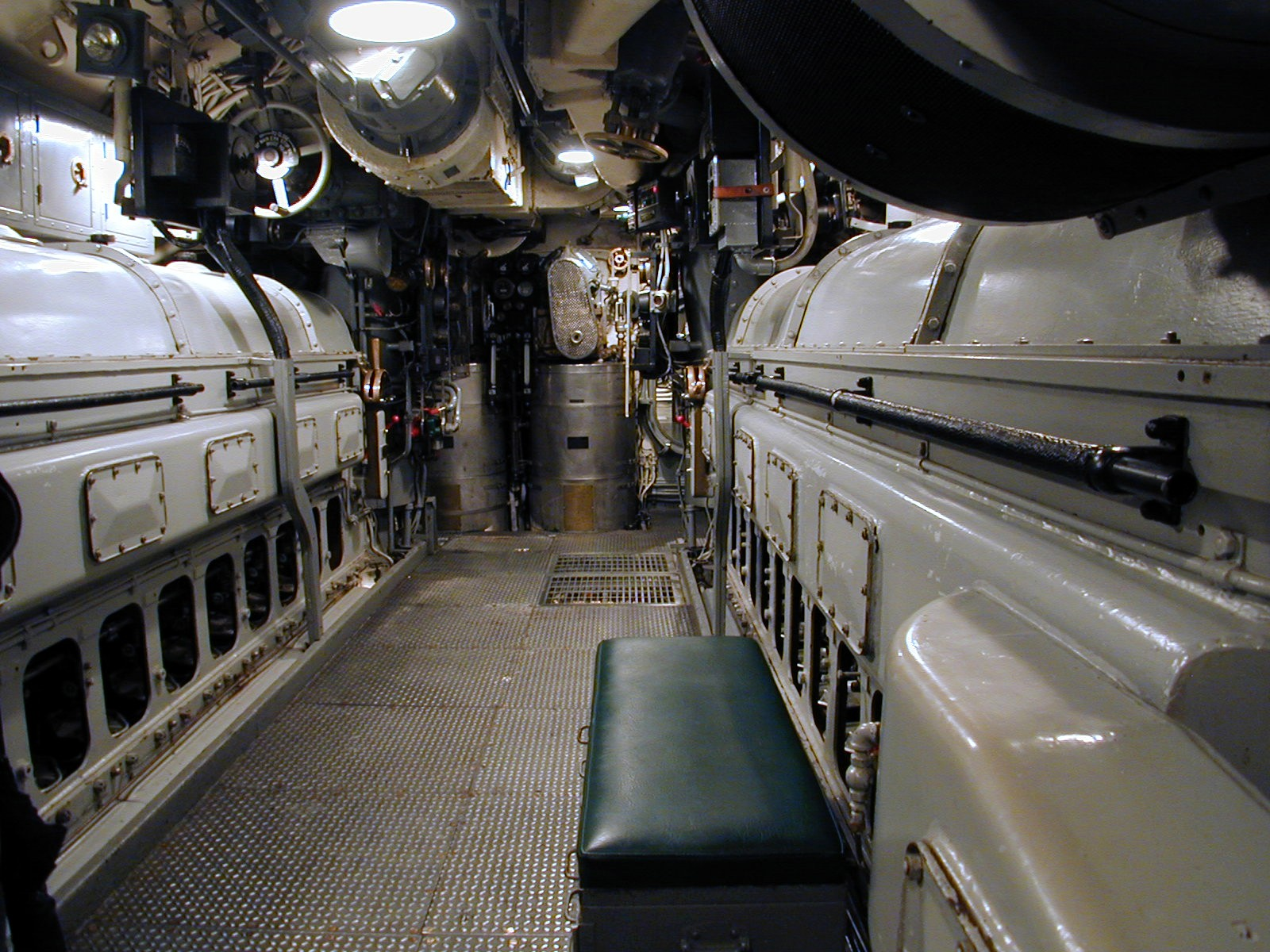
Fairbanks-Morse 38D8-1/8

Fairbanks-Morse 38D8-1/8 – lekki dwusuwowy, dziesięciocylindrowy okrętowy silnik Diesla o mocy 1 622 KM (1 193 kW), skonstruowany przez Fairbanks-Morse w drugiej połowie lat 30. dwudziestego wieku. 38D8-1/8 zapewniał prędkość obrotową 720 RPM. Obok silnika 16-278A firmy Winton Engine Corporation, stanowił główną jednostkę energetyczną większości amerykańskich okrętów podwodnych podczas drugiej wojny światowej.